# Friendly Persuasion
Friendly Persuasion (br: Sublime Tentação) é um longa-metragem estadunidense de 1956 do gênero western / drama. Com direção de William Wyler, o filme é estrelado pelo astro Gary Cooper e sua estreia ocorreu em  25 de novembro de 1956.
O filme é uma adaptação de um romance de 1945, cujo autor é Jessamyn West e que cooperou no roteiro do filme, juntamente com Michael Wilson. Por anos, Wilson não apareceu nos créditos, pois nesta época o roteirista fazia parte da lista negra de personalidades de Hollywood. Somente na década de 1990 é que o nome de Michael Wilson fez parte dos créditos da película.

## Sinopse
A história ocorre na década de 1860, logo após a Guerra Civil Americana, quando uma família de quakers, do estado de Indiana, sofre perseguição de tropas sulistas e assim ocorre o dilema desta família em respeitar as regras da sua religião (os quakers são contrários à violência e à guerra) ou iniciar um novo conflito.

## Elenco
- Gary Cooper....Jess Birdwell
- Dorothy McGuire....Eliza Birdwell
- Anthony Perkins....Josh Birdwell
- Richard Eyer....Little Jess
- Robert Middleton....Sam Jordan
- Phyllis Love....True Birdwell
- Peter Mark Richman....Gardner 'Gard' Jordan
- Walter Catlett.... Prof. Waldo Quigley
- Jack Perrin (não creditado)